# تخزين البريد
تخزين البريد هو نوع من التخزين الذاتي عند الطلب حيث يرسل العملاء العناصر عن طريق البريد أو خدمة التوصيل (عادة عن طريق صندوق البريد) ليتم تخزينها في موقع مركزي. وقد يكون هذا النوع من التخزين خيارًا محببا بالنسبة للأشخاص الذين يفضلون التخزين بفواتير «الدفع حسب المدة»، حيث يتم فرض رسوم تخزين على العناصر المخزنة فقط، بدلاً من استئجار وحدة تخزين أكبر والتي قد لا يتم استخدامها بالكامل.

## نظرة عامة
قد لا يكون تخزين البريد قابلاً للتطبيق أو جيداً من حيث التكلفة لأولئك الذين يرغبون في تخزين عناصر كثيرة جدا، فهو بشكل عام، يعد خيارًا لأولئك الذين يرغبون في تخزين جزء من بضائعهم لفترة قصيرة من الزمن، ويختلف تخزين البريد عن التخزين الذاتي التقليدي  بعدد من الملاحظات الرئيسية:
- يتيح تخزين البريد للعملاء طلب الصناديق عبر الإنترنت أو عبر الهاتف، بشكل عام، سترسل شركات تخزين البريد هذه الصناديق مجانًا إلى جانب مواد التعبئة والشريط على الرغم من أن بعض الشركات قد تفرض رسومًا صغيرة مقابل ذلك.
- يجمع العملاء صناديقهم في مكاتبهم أو منازلهم، ثم يتم جمعها من قبل شركة التخزين أو إرسالها مباشرة إلى التخزين الذاتي باستخدام شركات الشحن القياسية مثل فيديكس FedEx ويو بي إس UPS و US Postal Service ، وتقدم العديد من شركات تخزين البريد خدمة التجميع هذه مجانًا على الرغم من أن بعضها سوف يفرض رسومًا.
- يدفع العملاء رسومًا شهرية لكل صندوق يخزنونه مع شركة تخزين البريد، لدى بعض الشركات حد أدنى من الصناديق المطلوبة للاستفادة من الخدمة ولكن بعضها لا يوجد لديها حد أدنى وحتى أنه يمكن للعملاء تخزين مربع واحد فقط إذا رغبوا في ذلك.
- عندما يريد العميل إعادة صندوق، يتم عادةً تقديم طلب عبر الإنترنت أو عبر الهاتف، ثم يتم إرجاع الصندوق (أو الصناديق) وفقًا للمدة الزمنية المتفق عليها.

## الآليات
عادة، يقوم العملاء بالاشتراك عبر الإنترنت مع شركة تخزين البريد، ويمكن للعميل عندئذٍ طلب الصناديق من مزود التخزين أو يمكنهم استخدام الصناديق التي يمتلكونها بالفعل، وتقوم شركة التخزين بترتيب الصناديق المراد جمعها من موقع الاستلام من العميل، ثم يتم بعد ذلك نقل الصناديق إلى المستودع الآمن لشركة التخزين ليتم تخزينها حتى يطلب العميل إعادتها، وتقوم شركة التخزين بعد ذلك بترتيب طلبات إعادة الصندوق (أو الصناديق)  – عادة في غضون 24 ساعة (إذا تم طلبها في أيام الأسبوع).
يتطلب تخزين البريد تعبئة أكثر صرامة ودقة من النقل القياسي، حيث سيتم التعامل مع العناصر المطلوب تخزينها عن طريق الشاحنين أو خدمة استلام / تسليم التابعة لشركة تخزين البريد. على سبيل المثال، فلا يمكن للجدران الرقيقة للصناديق المتحركة القياسية أن تصمد أمام عمليات النقل المتعددة والتكديس الصعبة لعملية الشحن. علاوة على ذلك، قد يؤدي الفشل في تعبئة الصناديق بشكل كامل إلى صناديق «متضررة» عندما يتم تكديس الصناديق الأخرى عليها، وغالبًا ما تطلب شركات تخزين البريد من العملاء استخدام صناديق الشحن السميكة أو المقواة، لتعزيز اللحامات بشريط التعبئة الثقيلة، وتعبئة الصناديق إلى أقصى حد (مع عدم حشوها). تنطبق هذه النصيحة على الصناديق التي توفرها شركات تخزين البريد وكذلك الصناديق التي يقدمها العميل. تفرض العديد من شركات تخزين البريد رسومًا لإعادة التعبئة والمعالجة للصناديق ذات التعبئة السيئة أو التالفة عند الوصول. بالإضافة إلى ذلك، قد لا تنطبق رسوم التأمين التي دفعها العملاء على الصناديق التي تضررت أثناء النقل.

## التاريخ
تخزين البريد هو مفهوم جديد نسبيًا مع الشركات الناشئة في بريطانيا العظمى والولايات المتحدة.
في الولايات المتحدة، تستمر العديد من الشركات في تقديم هذا النوع من الخدمات اليوم، في حين أن بعض الشركات الأولى في المجال لم تعد تقدم هذه الخدمة، وتطورت السوق بسرعة لتصبح سوقا متخصصة، مع عدد من الاختلافات في مفهوم تخزين البريد الأولي الذي يتم تقديمه حاليًا. على سبيل المثال، تقدم الخدمات التي تستهدف منسوبي التعليم العالي خدمة التوصيل والتسجيل في الكليات، وتوفر خدمات «التخزين الذاتي الصغير» وهي حاويات تخزين أقل من الحجم الكامل يتم توصيلها إلى المسكن، وتوفر بعض الشركات صناديق مخصصة من الورق المقوى أو البلاستيك وكجزء من التكلفة، وتوحيد الصناديق للتخزين الأمثل مع إيضاح وقت الانتظار المطلوب لوصول مواد التعبئة والصناديق. تسمح بعض الخدمات الأخرى للعملاء بحزم الصناديق وإرسالها مباشرة إلى صندوق تخزين ذاتي واحد في كل مرة (أو أي عدد من الصناديق حسب الحاجة) وأيضا تقدم خدمة التوصيل إلى باب المنزل في موقع آخر، مما يلغي الحاجة إلى استلام الشحنات في نفس المكان حيث تم تخزينها.

## روابط خارجية
- Lanza, Teri (8 أبريل 2011). "New Contender: Storage By Mail". مؤرشف من الأصل في 2016-03-03. اطلع عليه بتاريخ 2012-02-04.
- "LoveSpace launches 'Mail Storage' Self-Storage in the UK". 7 يناير 2013. مؤرشف من الأصل في 2018-02-14.